# Janne Immonen
Janne Immonen (* 29. Mai 1968) ist ein ehemaliger finnischer Skilangläufer.
Er war von 1993 bis 2003 aktiv. Podestplätze im Skilanglauf-Weltcup erlief er zweimal mit der 4-mal-10-km-Staffel 1999 und 2000 mit Platz zwei sowie einmal im Einzelrennen 2001 in Otepää über 10 km im klassischen Stil mit Platz drei. Bei der Nordischen Skiweltmeisterschaft 2001 im heimischen Lahti gewann er mit der finnischen Staffel die Goldmedaille. Weil seine Dopingprobe positiv auf den Blutplasma-Expander HES war, wurde der Titel aber wieder aberkannt und er erhielt eine zweijährige Sperre. In einem Meineidsprozess gestand er 2013 auch den Gebrauch von EPO zwischen 1999 und 2001. Wegen seiner früheren Falschaussage wurde er zu einer sechsmonatigen Bewährungsstrafe verurteilt.